# ناحیه راج‌باری
ناحیه راج‌باری (به لاتین: Rajbari District) یک ناحیه در بنگلادش است که در استان داکا واقع شده‌است.

## خصوصیات
ناحیه راج‌باری ۱٬۱۱۸٫۸ کیلومترمربع مساحت و ۱٬۰۴۹٬۷۷۸ نفر جمعیت دارد.

## نگارخانه

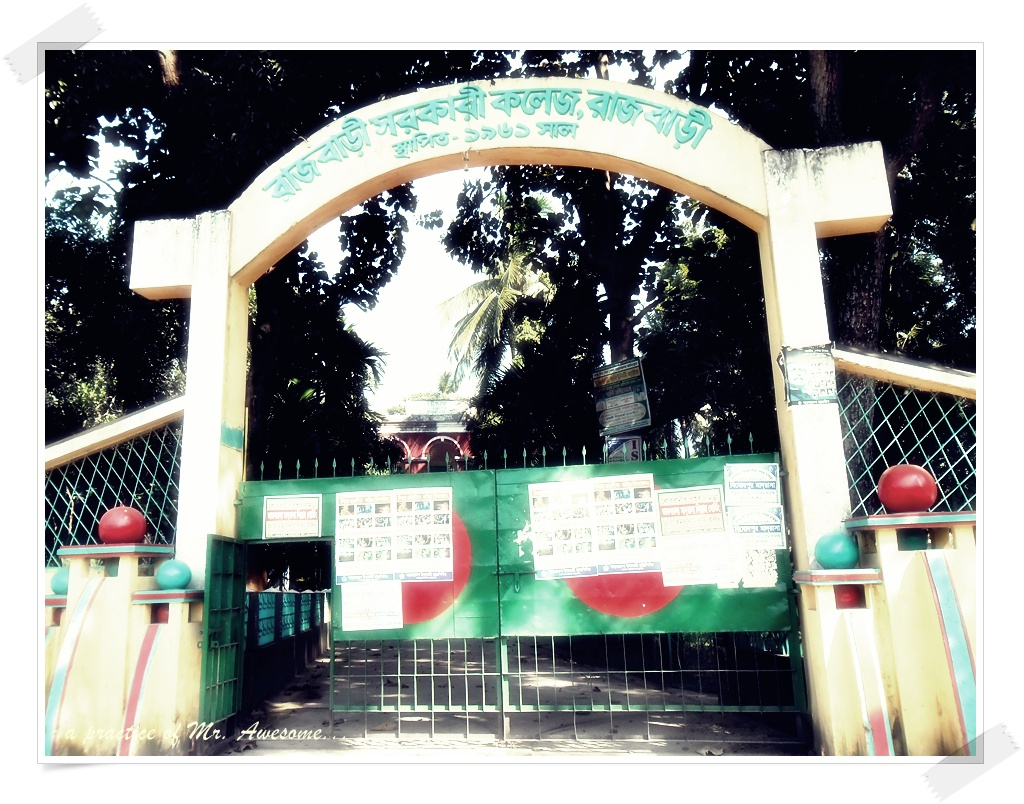
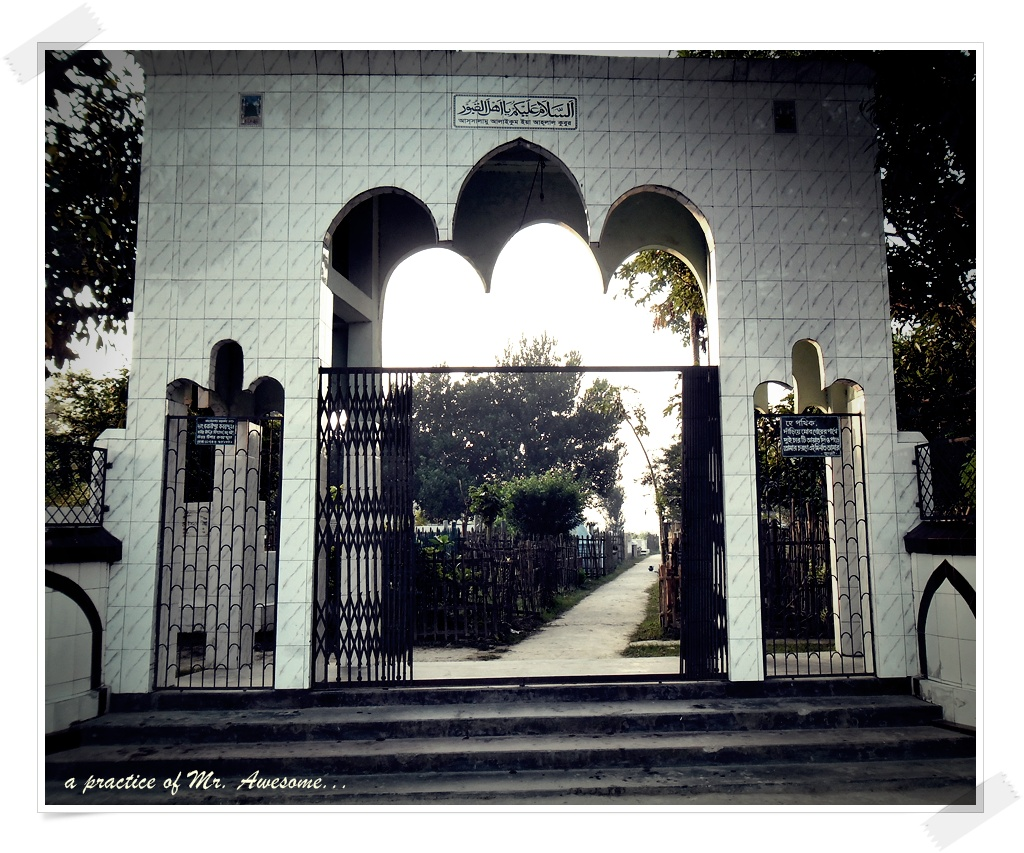
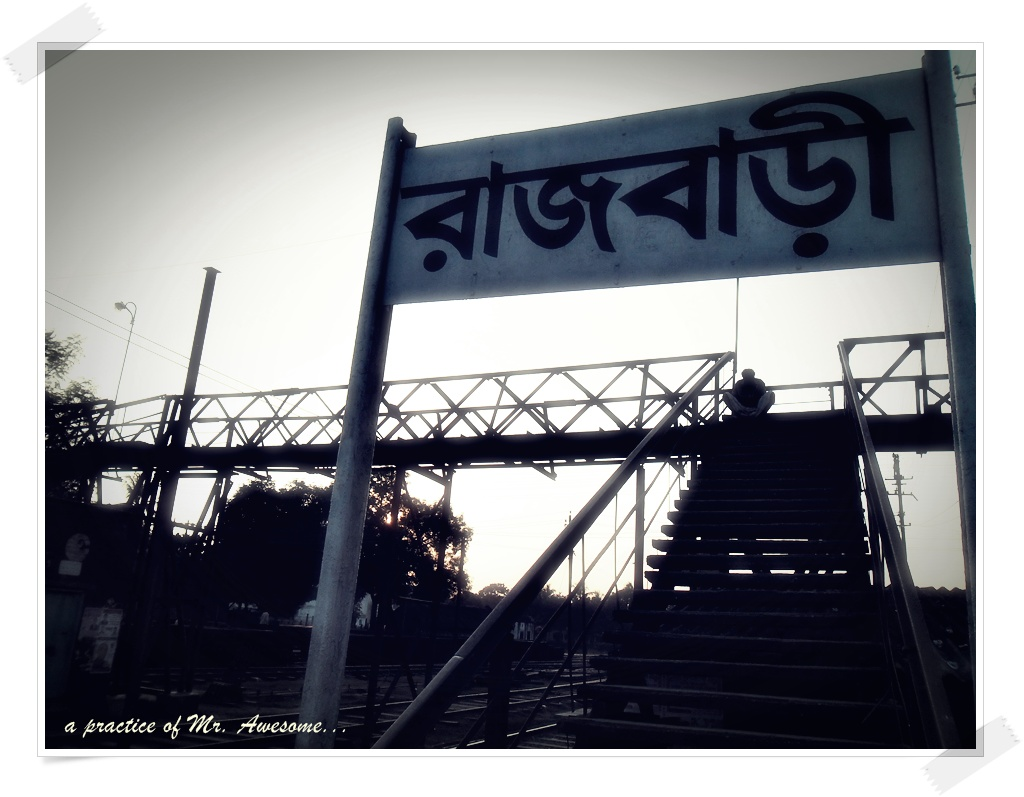
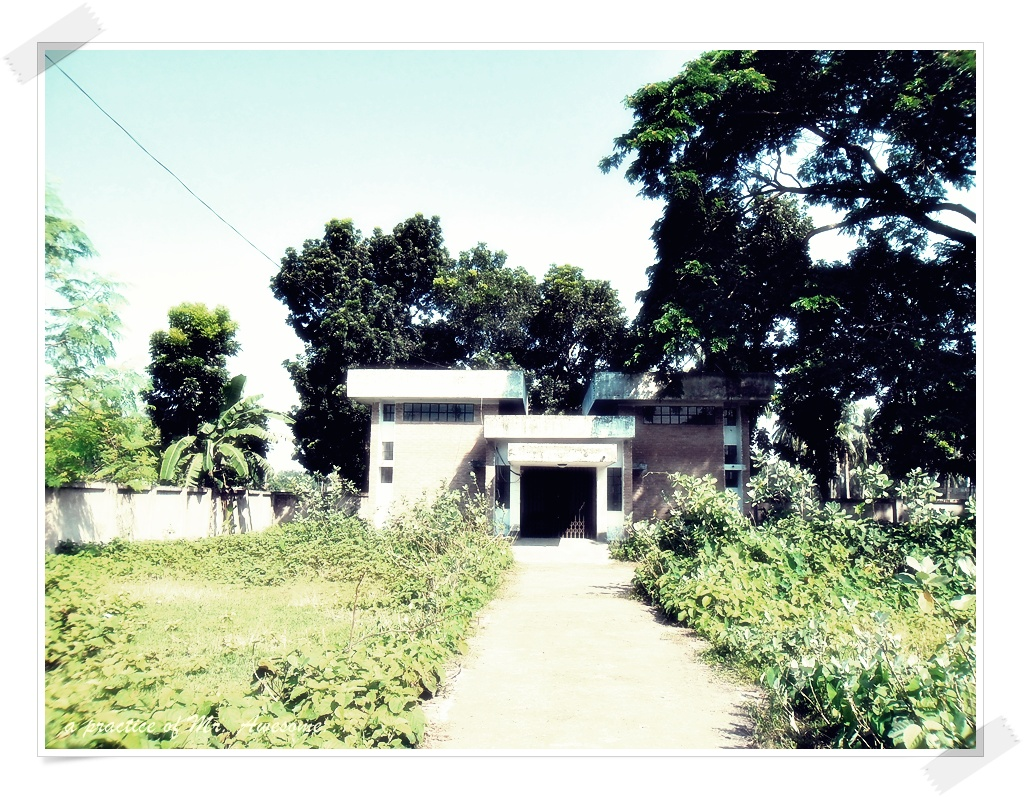
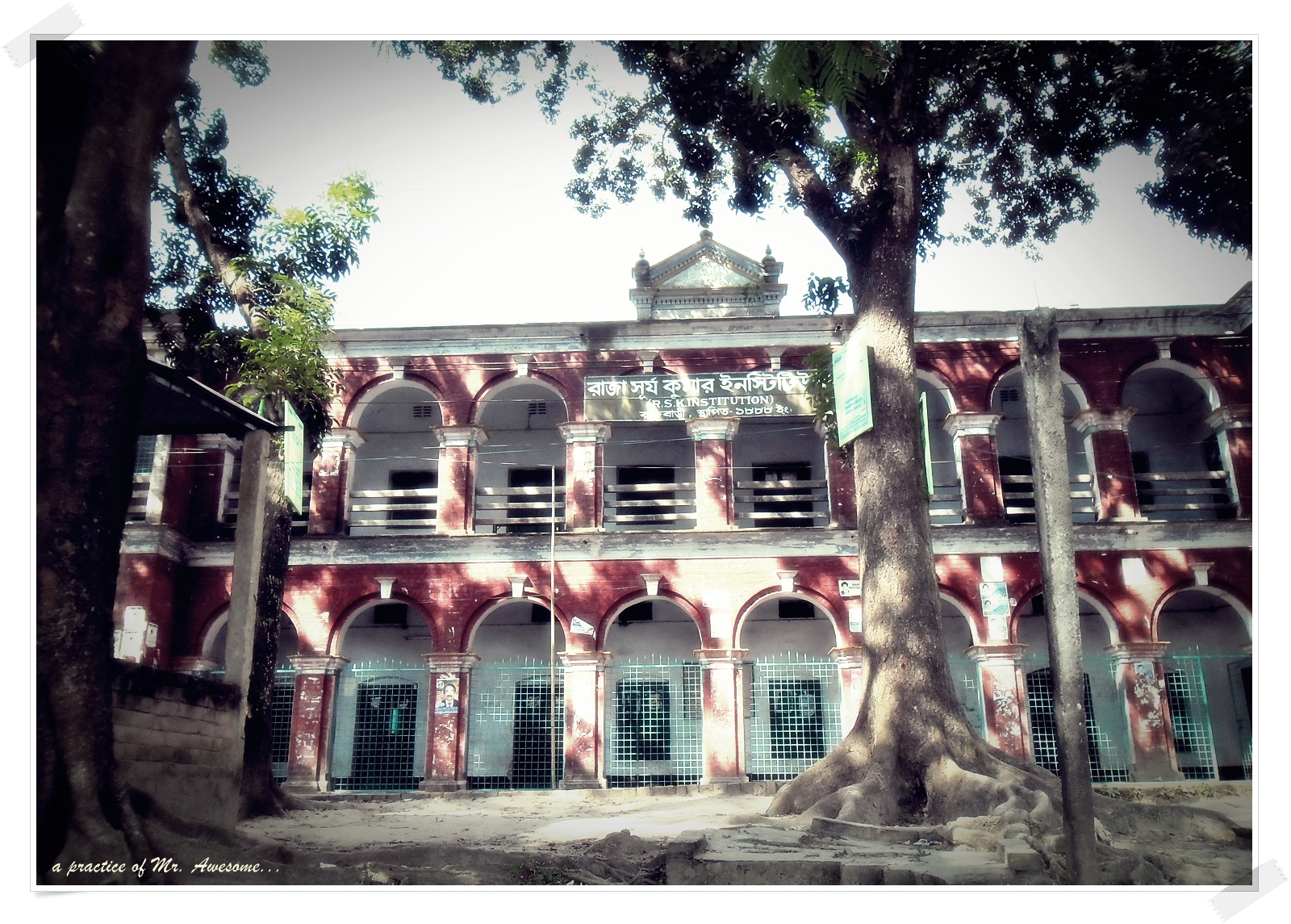
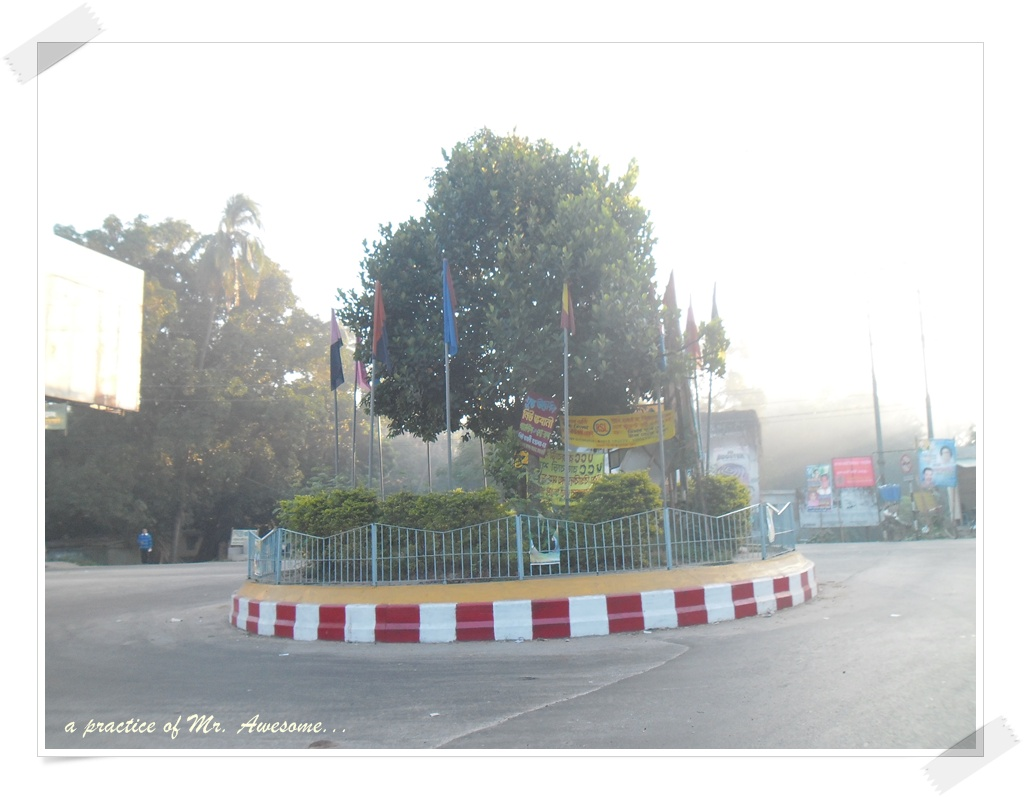